# Rahel Frey
Pour les articles homonymes, voir Frey.
Rahel Frey est une pilote automobile suisse née le 23 février 1986 à Niederbipp.

## Biographie
En juin 2010, elle participa aux 24 Heures du Mans en compagnie de Natacha Gachnang et Cyndie Allemann au volant de la Ford GT no 61 de l'équipe Matech GT Racing, qui se solda par un abandon (moteur cassé). En préparation de cette course, elle a participé aux 1 000 km de Spa Francorchamps, les 7, 8 et 9 mai 2010, décrochant un podium en catégorie GT1.

## Palmarès

### 24 heures du Mans
| Année | Écurie        | Copilotes                        | Voiture                       | Classe   | Tours | Pos. | Class Pos. |
| ----- | ------------- | -------------------------------- | ----------------------------- | -------- | ----- | ---- | ---------- |
| 2019  | Kessel Racing | Michelle Gatting Manuela Gostner | Ferrari 488 GTE               | LMGTE Am | 330   | 39e  | 9e         |
| 2020  | Iron Lynx     | Michelle Gatting Manuela Gostner | Ferrari 488 GTE               | LMGTE Am | 332   | 34e  | 9e         |
| 2021  | Iron Lynx     | Michelle Gatting Manuela Gostner | Ferrari 488 GTE               | LMGTE Am | 332   | 34e  | 9e         |
| 2022  | Iron Lynx     | Michelle Gatting Sarah Bovy      | Ferrari 488 GTE               | LMGTE Am | 339   | 40e  | 7e         |
| 2023  | Iron Lynx     | Sarah Bovy Michelle Gatting      | Porsche 911 RSR-19            | LMGTE Am | 312   | 30e  | 4e         |
| 2024  | Iron Lynx     | Sarah Bovy Michelle Gatting      | Lamborghini Huracán GT3 Evo 2 | LMGT3    | 279   | 32e  | 5e         |

### European Le Mans Series
| Année | Écurie        | Châssis             | Moteur                        | Classe | 1     | 2       | 3       | 4     | 5     | 6        | Position | Points |
| ----- | ------------- | ------------------- | ----------------------------- | ------ | ----- | ------- | ------- | ----- | ----- | -------- | -------- | ------ |
| 2019  | Kessel Racing | Ferrari 488 GTE Evo | Ferrari F154CB 3.9 L V8 Turbo | LMGTE  | LEC 2 | MON 4   | BAR 5   | SIL 2 | SPA 4 | POR Abd. | 4e       | 68     |
| 2020  | Iron Lynx     | Ferrari 488 GTE Evo | Ferrari F154CB 3.9 L V8 Turbo | LMGTE  | LEC 3 | SPA 8   | LEC 3   | MON 3 | POR 6 |          | 5e       | 61     |
| 2021  | Iron Lynx     | Ferrari 488 GTE Evo | Ferrari F154CB 3.9 L V8 Turbo | LMGTE  | BAR 4 | RBR Nc. | LEC Nc. | MON 6 | SPA 3 | POR 3    | 9e       | 50     |
| 2022  | Iron Lynx     | Ferrari 488 GTE Evo | Ferrari F154CB 3.9 L V8 Turbo | LMGTE  | LEC   | IMO     | MON     | BAR   | SPA   | POR      | *        | *      |

N.B. * Saison en cours. Les courses en " gras  'indiquent une pole position, les courses en "italique" indiquent le meilleur tour de course.